# مقاطعة حدن
مقاطعة حدن (بالصومالية: Degmada Xudun)‏ هي منطقة تاريخية تابعة لمحافظة سول شمال الصومال، عاصمتها حدن، تفصل بين مقاطعتي حدن ولاسعانود بلدة بور عانود التي شهدت أكبر معركة بين دولة الدراويش والقوات الاستعمارية عام 1904. 

## روابط خارجية
- مقاطعات الصومال
- الخريطة الإدارية لمقاطعة حدن